# Sławomir Peszko
Sławomir Konrad Peszko (; n. 19 februarie 1985, Jedlicze, voievodatul Subcarpatia, Polonia) este un fotbalist internațional polonez care joacă ca mijlocaș. El joacă în prezent pentru Lechia Gdansk din Ekstraklasa.
Peszko a câștigat cupa și campionatul în țara sa natală, Polonia, cu Wisła Płock și Lech Poznań înainte de a trece la echipa germană 1. FC Köln în anul 2011. După optsprezece luni echipa a retrogradat, iar el a plecat în Anglia fiind împrumutat la Wolves în august 2012.

## Cariera

### Cariera la club
Peszko și-a început cariera la echipa de tineret a Nafta Jedlicze înainte de a trece la Orlen Płock. Aici, el și-a făcut debutul într-un meci la profesioniști pe 28 august 2002 într-un meci de cupă cu Jagiellonka Nieszawa. El și-a făcut debutul în campionat în sezonul 2002-03, devenind jucător de bază.
La Wisła Płock, a reușit dubla, câștigând Cupa și Supercupa în 2006 și, de asemenea, a jucat în rundele de calificare din acest sezon în Cupa UEFA. Płock a fost retrogradată în 2007 și Peszko a rămas să joacă în I Liga, marcând 16 goluri în 26 de apariții.
În iunie 2008, el a revenit în prima ligă, semnând un contract cu Lech Poznań după ce contractul său cu Płock a expirat. Primul sezon s-a încheiat cu câștigarea Cupei Poloniei pentru a doua oară, după ce a marcat singurul gol din finala împotriva Ruch Chorzów. În al doilea său sezon Peszko a terminat ca lider în clasamentul pasatorilor din campionat (cu 14 pase decisive), alături de opt goluri care au ajutat clubul să câștige titlul de campion.

### Wolves
Pe 9 august 2012, Peszko a ajuns la formația engleză Wolverhampton Wanderers fiind împrumutat pentru un sezon. Aici s-a reîntâlnit cu fostul său antrenor de la Köln,  Ståle Solbakken. În octombrie 2012, el a suferit o ruptură de ligament care l-a ținut departe de joc pentru trei luni. Sezonul s-a încheiat cu retrogradarea lui Wolves și cu Peszko revenind la Köln.

### Întoarcerea la Köln
Pe 31 iulie 2013, a fost anunțat că 1. FC Köln l-a vândut Peszko la clubul Italian Parma, și l-a împrumutat înapoi până la sfârșitul sezonului 2013-14.
După finalul sezonului a fost cumpărat înapoi.

### Carieră internațională
Peszko a debutat pentru echipa națională poloneză pe 19 noiembrie 2008, într-un amical încheiat cu scorul de 3-2 împotriva Republicii Irlanda. El a marcat primul său gol pentru Polonia pe 17 ianuarie 2010 într-o înfrângere, scor 1-3 cu Danemarca. 
A fost convocat de selecționerul Poloniei, Adam Nawałka, la Campionatul European de Fotbal din 2016.

## Titluri
Wisła Płock
- Cupa Poloniei: 2005-06, locul doi 2002-03
- Supercupa Poloniei: 2006

Lech Poznań
- Ekstraklasa: 2009-10
- Cupa Poloniei: 2008-09
- Supercupa Poloniei: 2009